# Доле-при-Літії
Доле-при-Літії (словен. Dole pri Litiji) — поселення в общині Літія, Осреднєсловенський регіон, Словенія. Висота над рівнем моря: 676 м.